# Alexios V. Komnenos
Svatý Alexios V. Megas Komnenos (1454, Trapezunt – 1. listopadu 1463, Konstantinopol) byl předposlední císař Trapezuntu a mučedník.

## Život
Narodil se roku 1454 v Trapezuntu jako syn císaře Alexandra Komnena a Marie Gattilusio, dcery janovského vládce Lesbosu Dorina I. Gattilusia. Dříve se věřilo, že byl synem císaře Ioannise IV. Komnenose, ale moderní genealogický výzkum tuto hypotézu vyvrací.
Jeho otec byl spoluvládcem svého bratra Ioannise IV. Jeho bratr neměl žádného následníka trůnu a zpočátku byl za následníka jmenován jejich bratr David. Alexandr brzy zemřel a Ioannis se rozhodl jmenovat nástupcem jeho syna Alexiose.
Po smrti svého strýce se v dubnu 1460 na krátkou dobu stal císařem Trapezuntu. Byl však svržen svým strýcem Davidem, který se zmocnil trůnu pro sebe. Byzantský historik Laonikos Chalkokondyles popisuje Davida jako uzurpátora trůnu jeho synovce. Historik Michel Kurshankis napsal, že možným důvodem tohoto jednání mohla být Davidova zkušenost velitele, díky níž se považoval za lepšího kandidáta. Podle různých zdrojů poté Alexios žil buď ve městě Pera poblíž Konstantinopole, nebo zůstal v Trapezuntu.
Když si 15. srpna 1461 sultán Mehmed II. podrobil Trapezunt, Alexiose spolu s císařem Davidem a jejich rodinou zajal. Z Alexiose se stal služebník v paláci a konvertoval k islámu. David se vzdal trůnu a odešel do Adrianopolis. Alexiova sestřenice Despina Hatun zaslala Davidovi dopis, ve kterém ho žádala, aby Alexie poslal na její dvůr. Když se o tom dozvěděl sultán Mehmed, začal podezřívat Davida ze spojenectví s jeho nepřáteli. Davida, jeho syny a Alexiose dne 1. listopadu 1463 popravili. Podle některých zdrojů Alexios před svou smrtí konvertoval zpět ke křesťanství.

## Kanonizace
V červenci roku 2013 byl spolu se svým strýcem Davidem a jeho syny svatořečen Konstantinopolským patriarchátem jako mučedník.
Jejich svátek je připomínán 1. listopadu.